# Hans Dittner

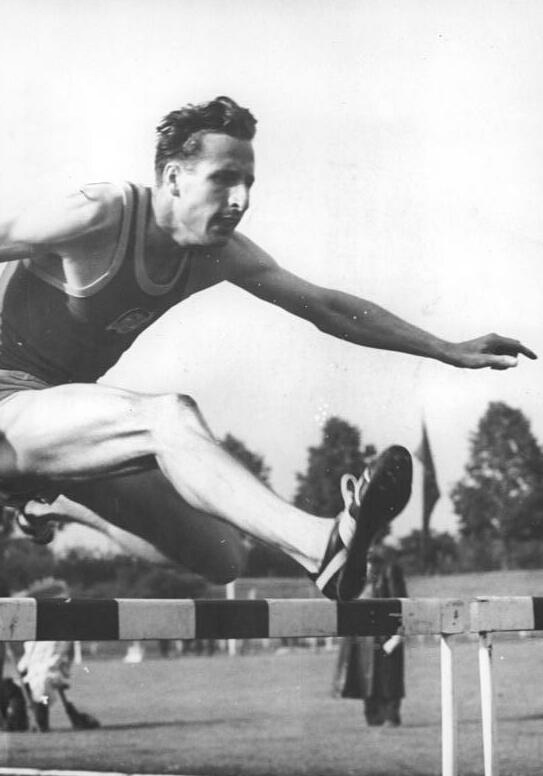
Hans Dittner wird 1956 DDR-Meister im 400-Meter-Hürdenlauf

Hans Dittner (* 2. August 1926 in Berlin; † 17. Mai 2019) war ein deutscher Leichtathlet aus der Deutschen Demokratischen Republik (DDR), der mit fünf Meistertiteln im 400-Meter-Hürdenlauf Rekordmeister der DDR auf dieser Strecke war.
Dittner begann als Mehrkämpfer, er belegte 1950 den dritten Platz bei den DDR-Meisterschaften im Zehnkampf, 1952 wurde er Dritter im 200-Meter-Lauf und Vierter im 200-Meter-Hürdenlauf. Erfolgreich wurde Dittner, als er sich nun ganz den Hürden zuwandte. 1953 wurde er DDR-Meister im 200-Meter-Hürdenlauf und im 400-Meter-Hürdenlauf. 1954 unterlag er auf der kürzeren Strecke Eberhard Schenk, auf der 400-Meter-Strecke gewann er bis 1956 vier Titel in Folge, 1958 siegte er zum fünften Mal. Bei den Europameisterschaften 1958 in Stockholm schied er in 53,3 s im Zwischenlauf aus. Bei den U.I.E.-Sportwochen, der Universiade des Ostblocks, belegte er 1954 und 1955 jeweils den vierten Platz auf der 400-Meter-Hürdenstrecke, 1955 gewann er Bronze mit der 4-mal-400-Meter-Staffel. 1959 konnte er dann bei den Sportwochen in 53,4 s den Titel gewinnen.
Auf der 200-Meter-Hürdenstrecke verbesserte Dittner 1953 den DDR-Rekord von Heinz Stephan auf 24,4 s, erst 1962 wurde dieser Rekord unterboten. Auf der 400-Meter-Hürdenstrecke steigerte Dittner 1953 den DDR-Rekord von Karl Scholz auf 53,5 s. 1954 unterbot er in 52,8 s erstmals die 53-Sekunden-Grenze, 1958 verbesserte Dittner den DDR-Rekord auf 51,6 s. Insgesamt verbesserte Dittner den DDR-Rekord achtmal in Folge und um insgesamt 2,6 Sekunden. 1962 konnte Joachim Singer Dittners Rekord auf 51,4 s steigern.
Hans Dittner startete für die verschiedenen Berliner Armeesportklubs von der SG Adlershof über den SC Nordost Berlin, den SC Einheit Berlin bis zum ASK Vorwärts Berlin. Er stieg bis zum Oberleutnant bei der Volksarmee auf.